# 白马岗站
白马岗站是广州地铁13号线的在建车站，位于中国广东省广州市天河区黄埔大道西华南快速路交界处东侧的地底。车站预计于2027年启用。

## 车站结构
白马岗站为地下二层岛式车站。为减小施工对地面交通的影响，本站采用洞桩法暗挖施工。

### 车站楼层
白马岗站地面为车站各出入口，周边为黄埔大道、黄埔立交、员村一横路及邻近建筑。地下一层为站厅层；地下二层为13号线站台。
| 地下一层 | 站厅                       | 售票機、客服中心、商店、警务室、安检设施 |  |  |
| 地下二层 | 2 站台                     | █13号线 朝阳方向（下站：马场）           |  |  |
|          | 岛式站台（卫生间、母婴室） |                                          |  |  |
|          | 1 站台                     | █13号线 新沙方向（下站：天河公园）       |  |  |

### 站台
本站设有一个岛式站台，位于黄埔大道的地底。

### 出入口
白马岗站将设有4个出入口。

## 历史
在最初的规划中，并没有白马岗站。为改善员村片区附近的交通条件，当局在13号线二期环评时增加了本站，并最终落实兴建。